# Colapso de L'Ambiance Plaza
El Colapso de L'Ambiance Plaza fue uno de los peores desastres de la historia moderna de Connecticut. L'Ambiance Plaza fue un proyecto residencial de 16 pisos en construcción en Bridgeport, Connecticut, en la esquina con la Avenida Washington y la Calle Coleman. Su marco principal parcialmente construido, colapsó el 23 de abril de 1987, matando a 28 trabajadores de la construcción. La falla se debió posiblemente a una alta tensión del concreto en las losas del piso por el proceso de colocación que resultó en agrietamiento, y terminando en un tipo de falla de perforación. Varios observadores sugirieron que el colapso era previsible y destacaron las deficiencias de la técnica de construcción de elevación de losas. Este colapso, provocó una importante investigación federal a nivel nacional sobre la construcción de losas elevadas, así como una moratoria temporal sobre su uso en Connecticut.
En noviembre de 1988, menos de dos años después del desastre, se logró una compensación de $ 41 millones de todos los reclamos legales derivados del desastre a través de la mediación, evitando años de litigios potenciales. Dos jueces Robert C. Zampano del Tribunal de Distrito de Connecticut y Frank S. Meadow del Tribunal Superior de Connecticut, mediaron en la disputa "a través de conferencias informales entre cerca de 100 abogados que representan a las familias de las víctimas y 40 contratistas y subcontratistas".